# Kvarteret Erisichton

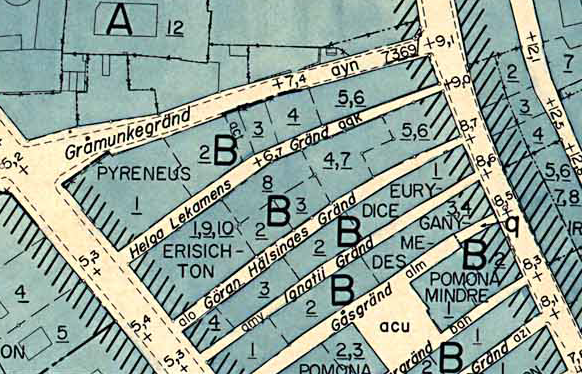
Kvarteret Erisichton på stadsplan över Gamla stan 1978.

Kvarteret Erisichton (äldre stavning Erisiclon) är ett långsmalt kvarter i Gamla stan, Stockholm. Kvarteren omges av Helga Lekamens gränd i norr, Västerlånggatan i öster, Göran Hälsinges gränd i söder och Stora Nygatan i väster. Kvarteret består idag av sex fastigheter: Erisichton 1–5 och 8. Erisichton 1 är identiskt med Stora Nygatan 7 och Erisichton 5 med Västerlånggatan 20.

## Namnet
Nästan samtliga kvartersnamn i Gamla stan tillkom under 1600-talets senare del och är uppkallade efter begrepp (främst gudar) ur den grekiska och romerska mytologin. Erysichthon är namnet för två personer i den grekiska mytologin: Erysichthon av Attica och Erysichthon av Tessalien. Den senare straffades med omättlig hunger sedan han lät fälla Demeters heliga ek.
Petrus Tillaeus kallar på sin Stockholmskarta från 1733 kvarteret Erisiclon och på 1863 års karta över Stockholm förekommer kvartersbeteckningen Erisichlon (observera stavningen med "l"). Ingen av dessa är dock figurer från mytologin, möjligtvis rör det sig om en felskrivning som även återkommer i skrifter från 1700-talet och 1800-talets början. I Posttidning från 31 maj 1794 omtalas Qvarteret Erisiclon och i en polisrapport från 12 maj 1820 nämns Tracteurs Enkan Lindquist uti huset No 9 qvart. Ericiclon vid Lilla Gråmunkegränden. Lilla Gråmunkegränden är det äldre namnet för  Helga Lekamens gränd.

## Kvarteret

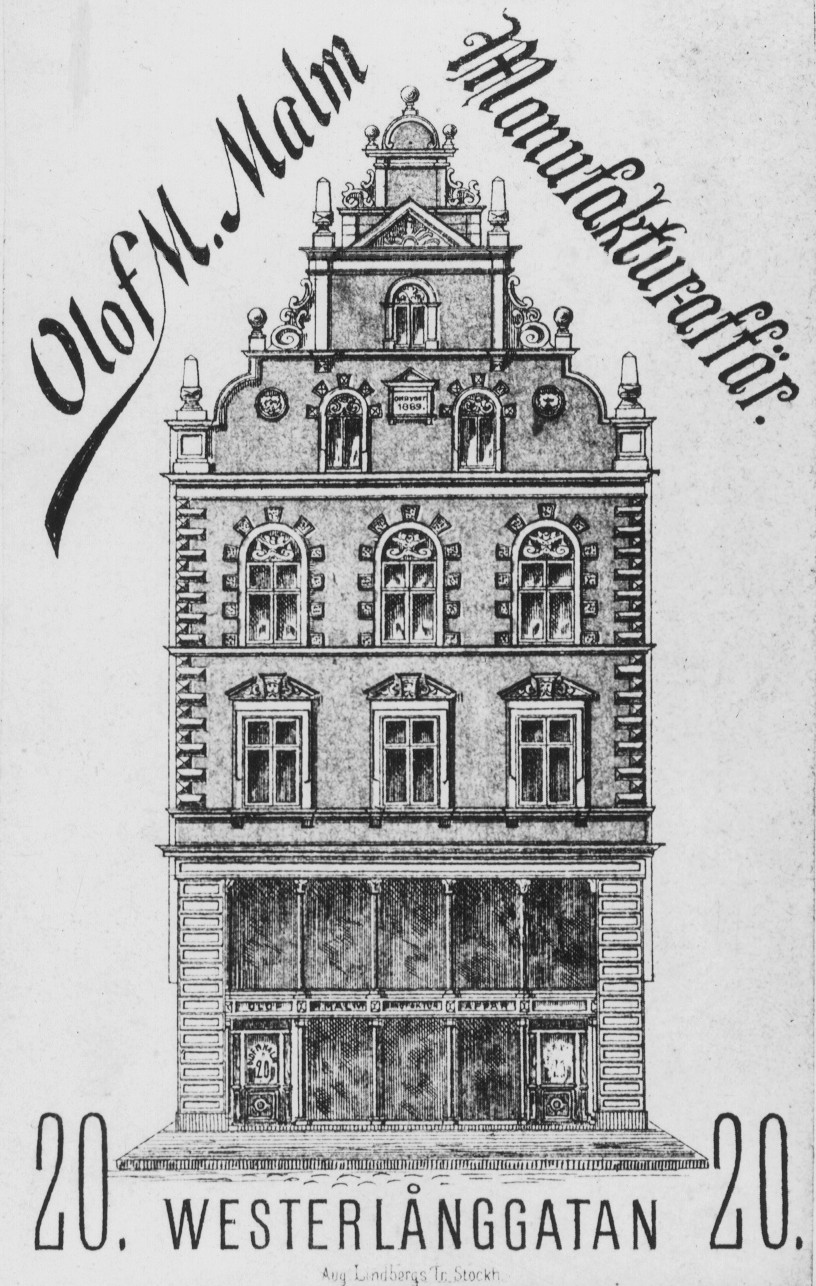
Erisichton 5, 1890.

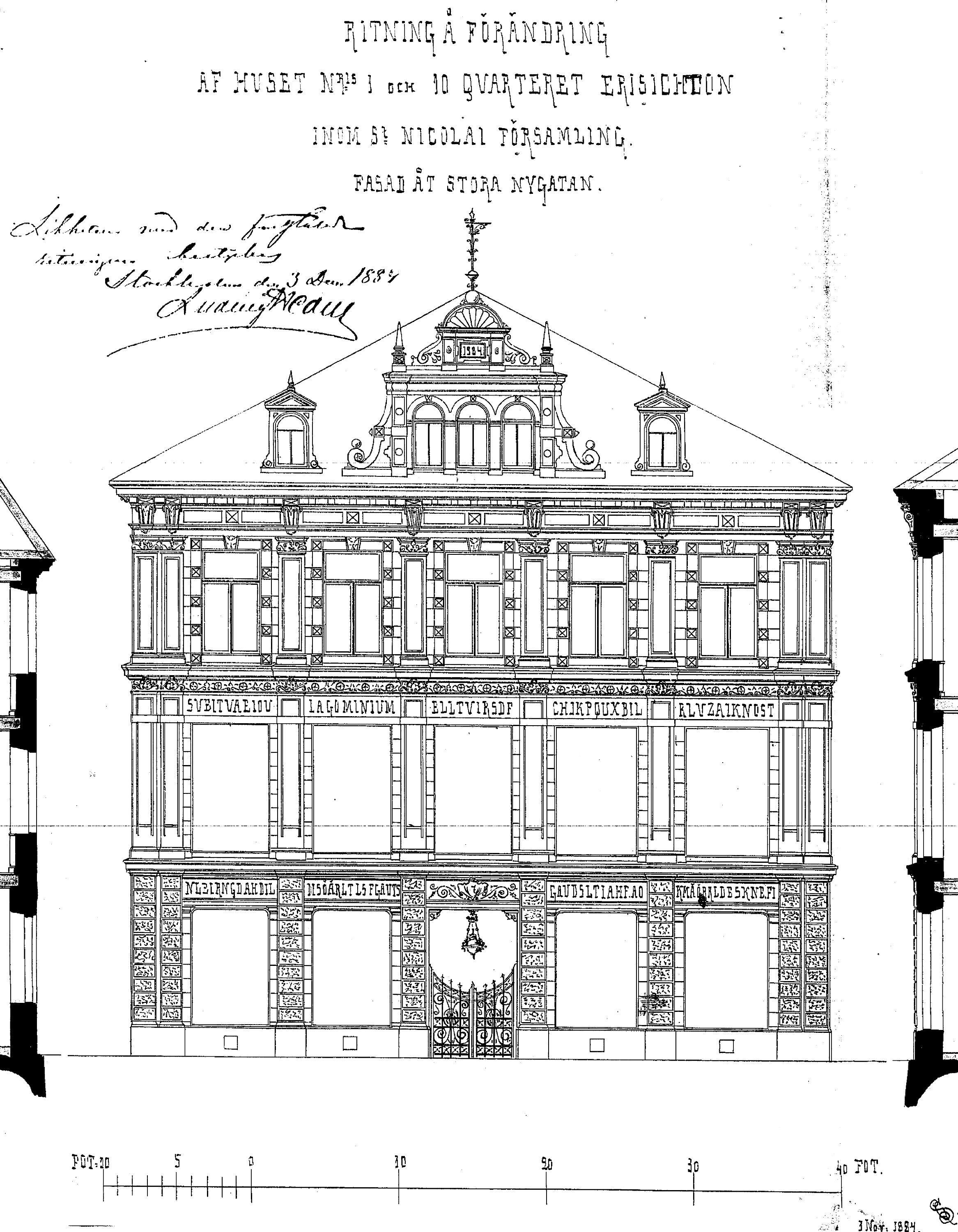
Erisichton 1, 1884.

Kvarteret ligger i Gamla stans historiska, nordvästra stadsområde, där ett knippe av smala gränder (så kallade vattugränder) och smala kvarter sträcker sig västerut från Västerlånggatan mot Mälarens strandlinje som på medeltiden låg betydligt högre upp. Vid den tiden bodde här till stor del yrkesgrupper som behövde vatten för sin yrkesutövning, exempelvis skinnare och slaktare.
På 1500-talet ägde Göran Hälsinge ett hus i kvarteret. Han gav namnet åt gränden söder om kvarteret. I kvarteret fanns ursprungligen tio fastigheter som genom hopslagningar minskades till dagens sex, exempelvis slogs Erisichton 1, 9 och 10 ihop till Erisichton 1. 
Huset i Erisichton 5 (Västerlånggatan 20)  byggdes 1817 och erhöll ett nytt utseende år 1888 efter ritningar av arkitekt Gustaf Hermansson. Butiksfasaden fick då skyltfönster i två våningar som inramas av gjutjärnskolonner. På gavelspetsen finns en skylt med inskription ”Ombyggd  1889”. Mellan 1890 och 1903 fanns Olof M. Malm Manufakturaffär på denna adress.
Fasaden för fastigheten Erisichton 1 (Stora Nygatan 7) fick sitt nuvarande utseende 1884. Beställare var grosshandlaren C.V. Brinck och arkitekt var byggmästaren Andreas Gustaf Sällström. Över fönstren i bottenvåningen och en trappa upp fanns förberedda fält för reklamtext. En del av den ursprungligen rika fasaddekorationen har med tiden förenklats.

## Nutida bilder

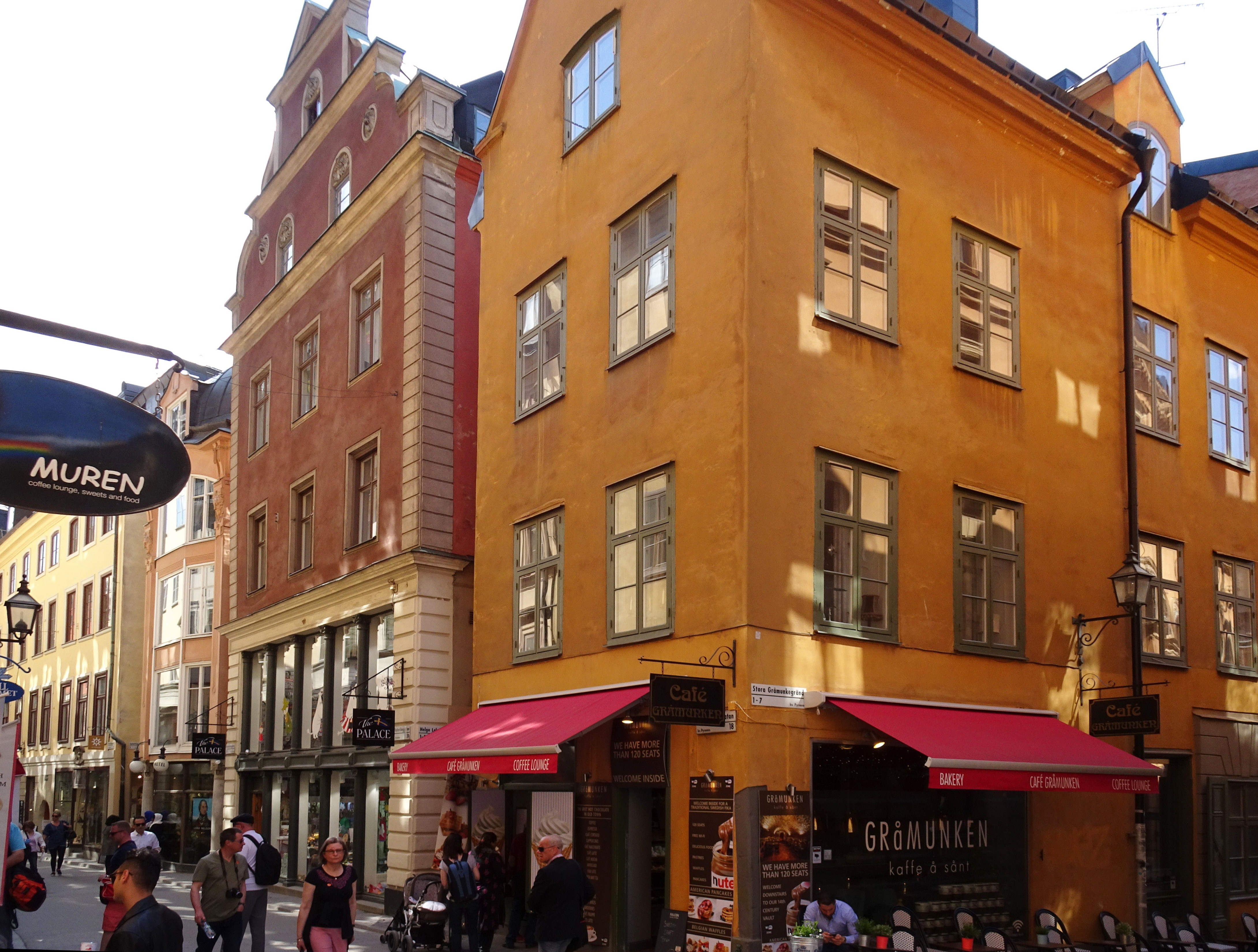
Västerlånggatan 20 och 18 (närmast).
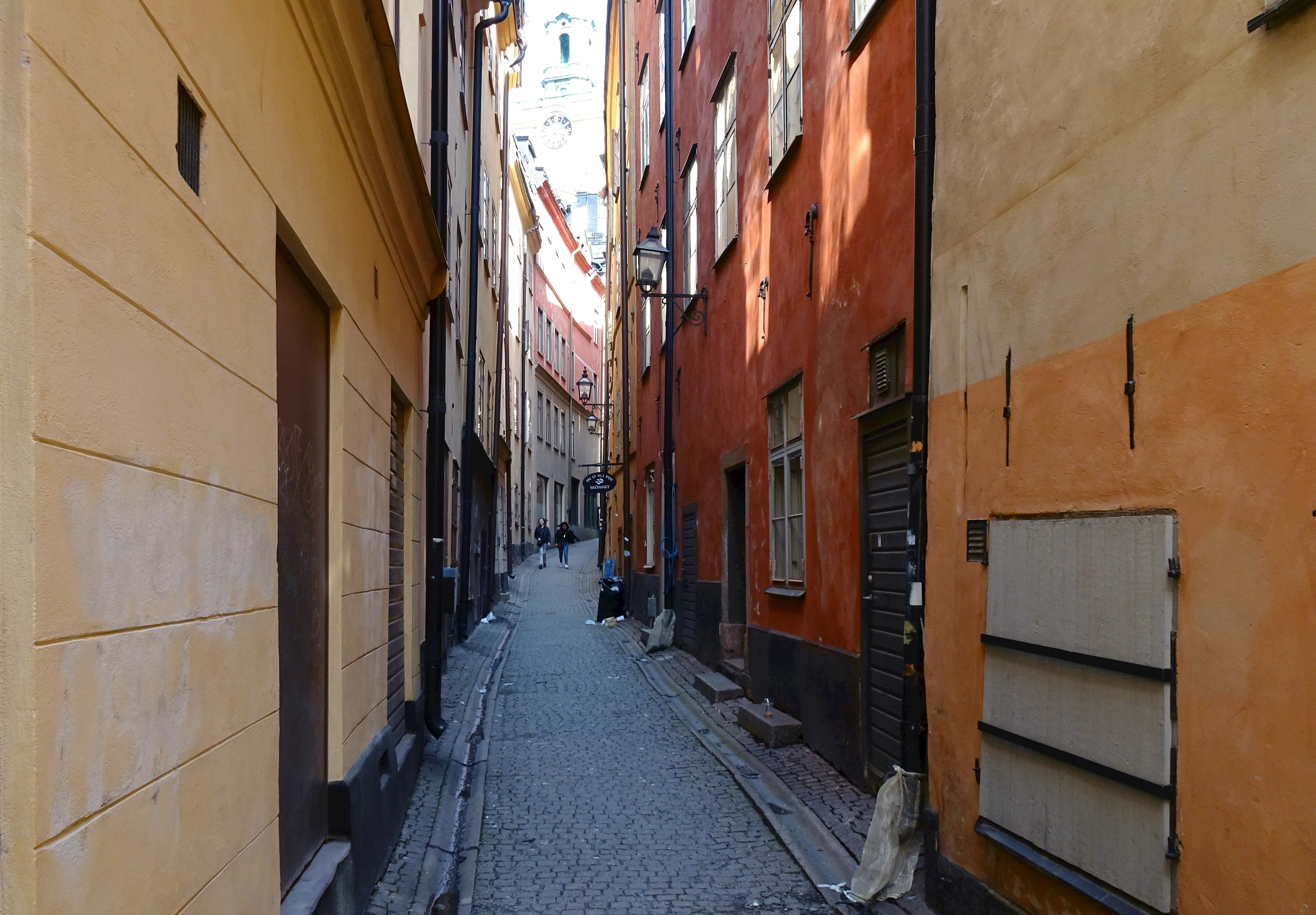
Göran Hälsinges gränd österut, till vänster kvarteret Erisichton och till höger kvarteret Eurydice.
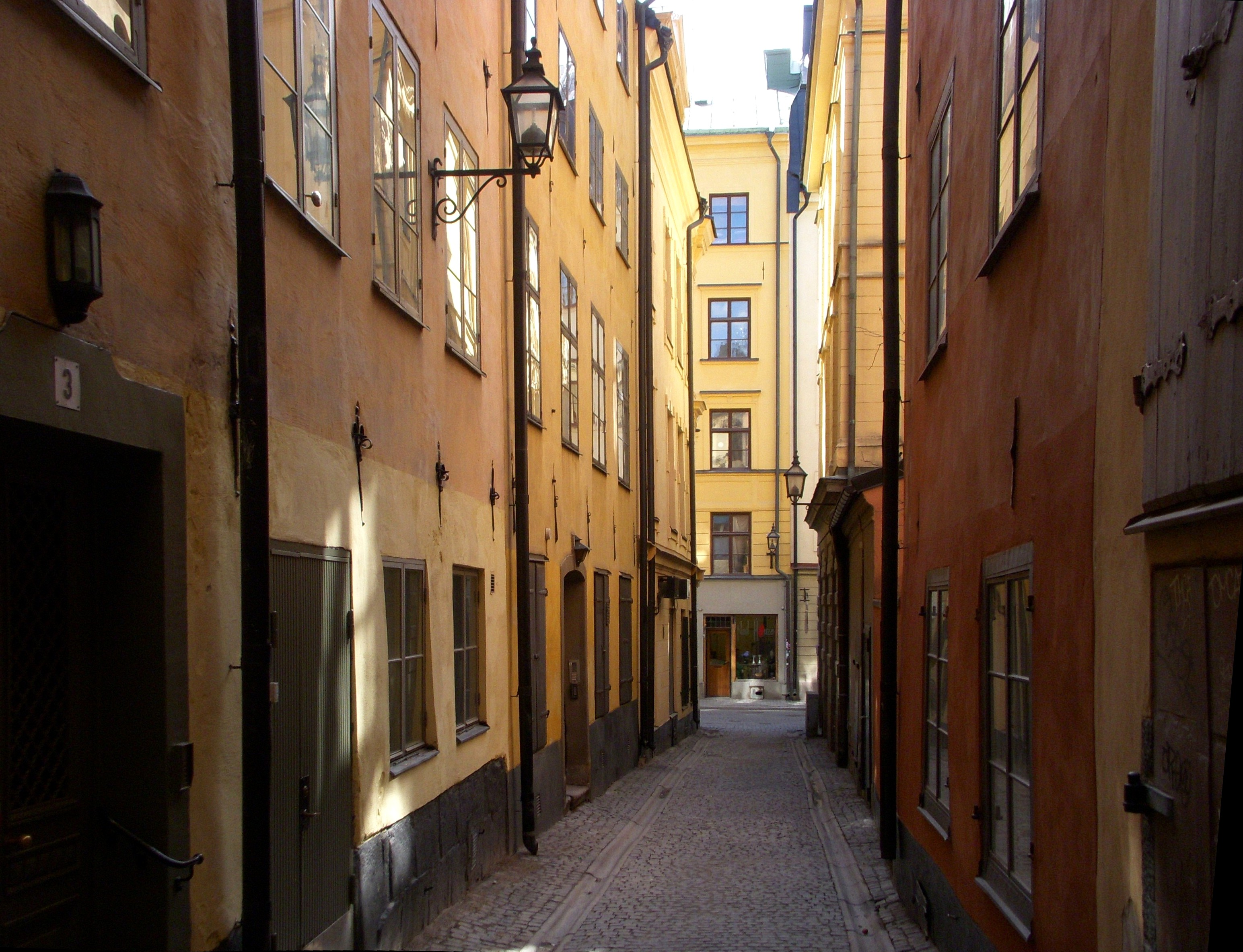
Helga Lekamens gränd västerut, till vänster kvarteret Erisichton och till höger kvarteret Pyreneus.
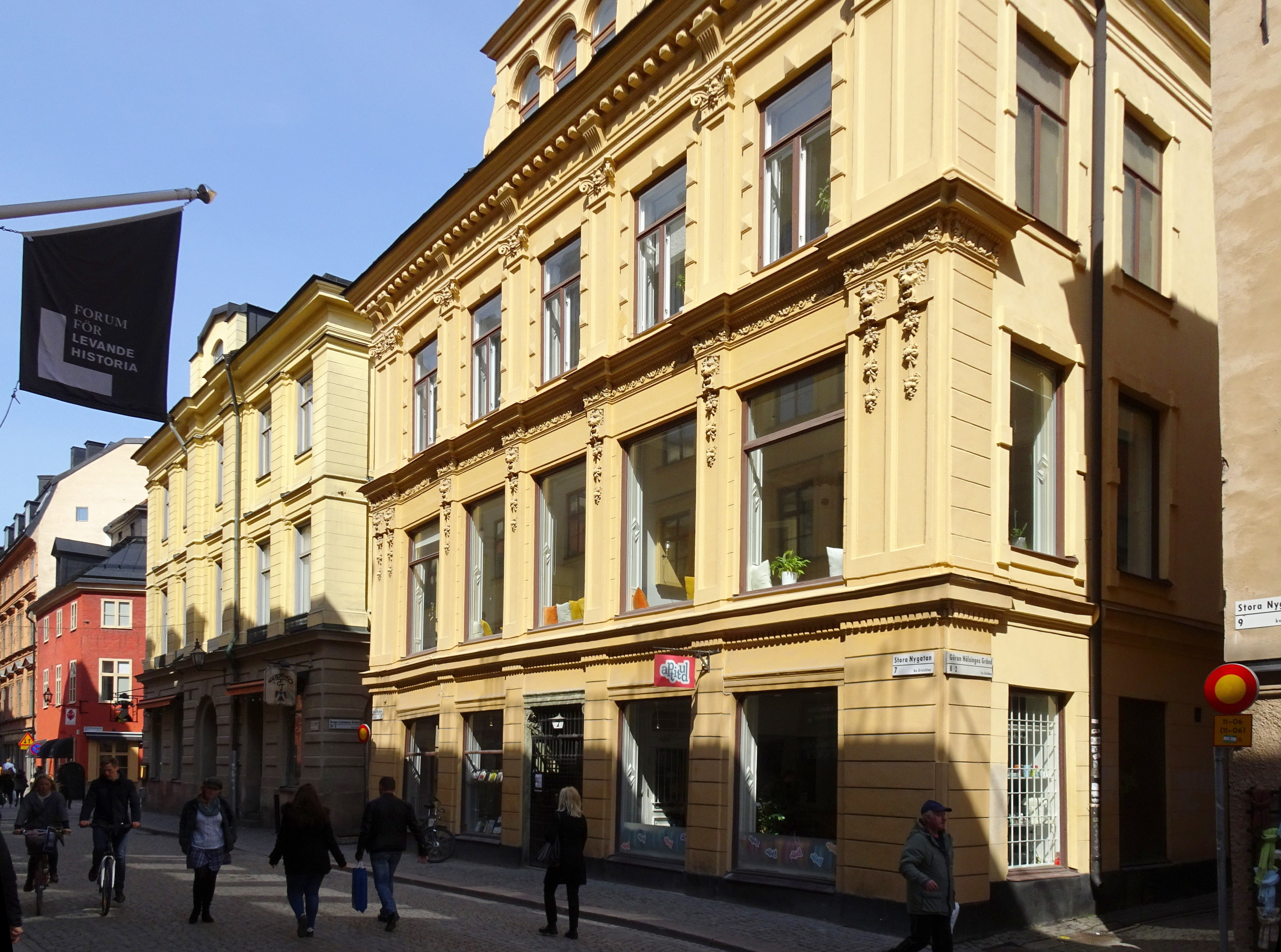
Erisichton 1, Stora Nygatan 7.